# Zuzanna Elster
Zuzanna Maria Elster (ur. 1985 w Warszawie) – polska harfistka i pedagog, wykładowca na UMFC.

## Życiorys
Absolwentka Akademii Muzycznej im. Fryderyka Chopina w Warszawie (klasa harfy prof. Urszuli Mazurek; dyplom z wyróżnieniem w 2008) oraz Hochschule für Musik w Berlinie (klasa harfy prof. Marii Graf; studia podyplomowe - Konzertexamen - ukończone w 2011 z wyróżnieniem). Dwukrotna stypendystka Ministra Kultury (2003 i 2004), laureatka medalu „Magna cum Laude” (2009) przyznawanego najwybitniejszym absolwentom UMFC. Doktor habilitowany sztuk muzycznych na podstawie Wykonanie Sinfonii Concertante (Symfonia nr 4) na flet, harfę i orkiestrę smyczkową Andrzeja Panufnika dnia 19.10.2014 roku w Filharmonii Narodowej (2017). Pracuje na stanowisku adiunkta w Zakładzie Harfy, Gitary i Perkusji UMFC.
Harfistka Orkiestry Sinfonia Varsovia (od 2016). Jako solistka występowała z orkiestrami takimi jak m.in.: Branderburger Symphoniker, Capella Bydgostiensis, Concerto Avenna, Polska Orkiestra Radiowa. Brała udział w koncertach we Francji, Irlandii, Niemczech, Republice Czeskiej, Rosji, Włoszech.
Brała udział w nagraniu płyty Saxofone Varie (nagranie w wytwórni fonograficznej  DUX) nagrodzonej Nagrodą muzyczną Fryderyk 2014 w kategorii Album Roku Muzyka Kameralna oraz Real Life Song.